# Minecraft: Story Mode
Minecraft: Story Mode è un videogioco di avventura grafica a episodi basato sul videogioco sandbox Minecraft, sviluppato e pubblicato dall'azienda Telltale Games nel 2015. La trama narra gli avvenimenti di un gruppo di personaggi che formano il Secondo Ordine della Pietra. Tutti gli episodi della prima serie sono stati messi in commercio progressivamente. L'11 luglio 2017 è iniziato il roll-out della seconda serie. Il titolo è stato lanciato in associazione con Mojang per Windows, Xbox 360, Xbox One, PlayStation 3, PlayStation 4, Android, Mac, iOS, Apple TV, Wii U, Nintendo Switch e anche per Netflix come Serie TV interattiva. La colonna sonora è stata co-prodotta dalla band Anadel  e dal duo Antimo & Welles 
Il gioco segue lo stile episodico utilizzato da Telltale Games per altri titoli di successo, come ad esempio The Walking Dead, The Wolf Among Us, Tales from the Borderlands e Game of Thrones. Il personaggio centrale della trama è Jesse, che può essere (a scelta del giocatore) sia maschio che femmina. Il protagonista e i suoi alleati cercheranno di salvare il mondo da un Witherstorm gigante , un mostro evocato da un membro dimenticato dell'Ordine della Pietra.
Il gioco è stato rimosso dai negozi il 25 giugno 2019, a seguito della chiusura dell'azienda Telltale Games.

## Trama
Il gioco è suddiviso in otto episodi. La storia inizia con un'introduzione narrativa al cosiddetto, "Ordine della Pietra", un gruppo di eroi che sconfisse il Drago dell'End, e di un gruppo di amici, tra i quali, Jesse (il protagonista), Olivia, Axel e Reuben (il maialino).

### Stagione 1 (2015–16)

#### Episodio 1: The Order of the Stone
Jesse e i suoi amici partecipano all'EnderCon, una competizione di costruzione, con l'obiettivo di vincere e incontrare Gabriel, un guerriero dell'Ordine della Pietra. Durante la competizione, Reuben, il maialino di Jesse, scappa, e sarà necessario per il giocatore inseguirlo, per poi trovarsi circondati da un'orda di zombie. Si dovrà scegliere se far scappare Reuben o se tenerlo durante lo scontro. Saranno salvati da Petra, un'amica di Jesse, che li porterà in salvo all'EnderCon (che si potrà anche vincere, qualora si decidesse di chiedere ad Axel e Olivia di proteggere la macchina). Petra svelerà a Jesse di avere con sé una testa di scheletro Wither, ottenibile solo nel Nether, per uno scambio con un uomo che le aveva promesso un diamante. Petra inviterà Jesse allo scambio e, dopo aver ritrovato Axel e Olivia (con o senza Reuben), Jesse accompagnerà Petra al luogo dello scambio. Sembrerà che l'uomo non sia presente; così Petra andrà a cercarlo nei vicoli e lascerà Jesse (con o senza Reuben) da solo. Jesse noterà per caso una cassa poco distante e si avvicinerà, ma prima di poterla aprire sarà fermato da Ivor, l'uomo dello scambio. I due attenderanno Petra non senza sospetto reciproco e, quando arriverà, faranno lo scambio. Ivor però li trufferà: al posto di dare un diamante, darà a Petra un lapislazzulo, e i due personaggi lo inseguiranno. Petra e Jesse si riuniranno con Axel, Olivia e Lukas (il capo degli avversari di Jesse: i Gattopardi).
Ivor avrà in realtà un piano: vorrà uccidere Gabriel con un Wither (boss di Minecraft a tre teste).
Il tutto accade durante un raduno con Gabriel, quando Ivor termina di costruire il Wither e ne perde il controllo, assistendo alla sua trasformazione da semplice Wither a una gigantesca Witherstorm, che inizia a risucchiare ogni singolo blocco ed entità che incontra.
Per mettere in salvo il gruppo, Gabriel li condurrà in una fortezza che contiene un portale per il Nether e darà a Jesse un amuleto, dicendogli di recarsi al Tempio dell'Ordine della Pietra e di cercare tramite esso gli altri antichi membri. La Witherstorm distruggerà il tempio e, prima di entrare nel portale, Jesse avrà appena il tempo di decidere se salvare Gabriel o Petra.
Dopo un lungo viaggio nel Nether, il gruppo (al quale potrebbe essersi aggiunto Lukas) riuscirà a uscire in un bosco dove troveranno un rifugio e il Tempio dell'Ordine della Pietra.
Ma da lontano, Reuben si spaventerà per una inquietante vista: la Witherstorm.

#### Episodio 2: Assembly Required
Nel secondo episodio, Jesse e i suoi amici devono trovare i vecchi membri dell'Ordine della Pietra. Riusciranno a trovare Magnus ed Ellegaard, ma l'ultimo, ovvero Soren, è introvabile. 
La ricerca li porta a Redstonia, una città tecnologicamente avanzata dove incontrano Ellegaard, al lavoro su di un progetto per un dispositivo di Redstone . Dopo aver ottenuto l'aiuto di Ellegaard, il gruppo si imbatte in una serie di sfide e decisioni, tra cui la necessità di costruire o rubare un repeater per accedere a un'area chiusa. Durante il loro viaggio, scoprono che Magnus è coinvolto in una competizione di costruzione e cercano di convincerlo a unirsi a loro.Mentre esplorano ulteriormente, il gruppo affronta vari ostacoli e nemici, inclusi i Gattopardi, un gruppo rivale. Alla fine dell'episodio, nonostante i progressi nella ricerca di Soren, rimane il mistero della sua posizione e la minaccia della Witherstorm continua a incombere su di loro.

#### Episodio 3: The Last Place You Look
Jesse e i suoi amici riescono finalmente a trovare Soren, che vive nell'End. Dopo aver superato vari ostacoli e sfide, Soren fornisce loro il materiale necessario per costruire la "Formidibomb", un congegno estremamente potente progettato per distruggere la Witherstorm. Con il supporto di Soren, Jesse e il gruppo lavorano insieme per assemblare la Formidibomb. 
Tuttavia, mentre stanno per utilizzarla contro la Witherstorm, si verifica un imprevisto: il Command Block che controlla la Witherstorm, si riattiva inaspettatamente. Questo porta alla triplicazione del mostro, rendendo la situazione ancora più critica e pericolosa. Jesse e i suoi amici devono ora affrontare la nuova e più potente minaccia, nel tentativo di trovare un modo per sconfiggere la Witherstorm prima che distrugga tutto ciò che amano.

#### Episodio 4: A Block and a Hard Place
In questo episodio, Jesse e i suoi amici partono per andare nelle Farlands, dove si trova un libro che consente di incantare un'arma qualsiasi, rendendola così potente da poter distruggere il Comand Block.. Dopo aver affrontato vari pericoli e ostacoli, Jesse riesce a ottenere il libro e incanta un'arma.Tuttavia, durante il processo, Jesse scopre una verità sconvolgente: l'Ordine della Pietra non ha sconfitto lealmente l'Ender Dragon, ma lo ha rinchiuso nel Command Block utilizzato per costruire la Witherstorm. Questa rivelazione mette in discussione le azioni passate dell'Ordine e il loro vero eroismo.Infine, il gruppo deve affrontare una perdita devastante: Reuben, il maialino di Jesse, muore tragicamente a causa di una caduta violenta. Questo evento segna profondamente Jesse e i suoi amici, spingendoli a riflettere sulle conseguenze delle loro scelte e sull'importanza del sacrificio nella loro lotta contro la Witherstorm.

#### Episodio 5: Order Up!
Nel quinto episodio di "Minecraft: Story Mode", Jesse, Petra, Olivia, Lukas e Axel, diventati oramai il nuovo Ordine della Pietra, trovano uno strano accendino che serve ad accendere un portale per una città volante, conosciuta come Sky City. Dopo aver attivato il portale, il gruppo si avventura nella Sky City, dove scoprono un ambiente misterioso e affascinante.
Durante la loro esplorazione, i protagonisti incontrano diversi abitanti della città e devono affrontare varie sfide e enigmi. Mentre cercano di capire come utilizzare al meglio le risorse della Sky City, si rendono conto che la città è in pericolo a causa di conflitti tra le sue fazioni.
Nel corso dell'episodio, il gruppo deve unire le forze per risolvere i problemi che affliggono la Sky City e scoprire la verità dietro le tensioni tra gli abitanti. Alla fine, Jesse e i suoi amici riescono a guadagnarsi la fiducia degli abitanti e a stabilire un piano per affrontare le minacce esterne, continuando così la loro avventura per fermare la Witherstorm e salvare il mondo.

#### Episodio 6: A portal to mystery
Jesse, Petra, Ivor e Lukas si ritrovano in un mondo con due lune, invaso da zombi. Per cercare rifugio, si dirigono verso una grande villa, dove incontrano altri personaggi che sembrano essere persone comuni, ma che si rivelano essere famosi youtuber di Minecraft, come Stampy, CapitanSparklez e CassieRose.
Tuttavia, la situazione si complica rapidamente quando il gruppo scopre che la villa è in realtà una "trappola mortale". All'interno della villa si nasconde un assassino noto come "Zucca Bianca", che inizia a eliminare gli ospiti uno dopo l'altro. Jesse e i suoi amici devono quindi unire le forze per scoprire l'identità dell'assassino e trovare un modo per sfuggire alla villa prima che sia troppo tardi.
Mentre cercano di risolvere il mistero e salvare se stessi e gli altri, il gruppo affronta vari enigmi e pericoli, culminando in un confronto finale con Zucca Bianca. La tensione cresce mentre Jesse deve fare scelte difficili per proteggere i suoi amici e affrontare la minaccia rappresentata dall'assassino.

#### Episodio 7: Access denied
i protagonisti si trovano intrappolati in un mondo digitale controllato da un'intelligenza artificiale ostile chiamata PAMA. Questa entità ha la capacità di soggiogare le menti degli esseri umani, trasformandoli in zombie obbedienti. Il nuovo Ordine della Pietra, composto da Jesse e i suoi amici, incontra Harper, la creatrice di PAMA, che ha deciso di fermare la sua creazione malvagia.
Harper fornisce a Jesse un visore speciale che gli permette di infiltrarsi tra le persone controllate da PAMA. Tuttavia, mentre Jesse cerca di utilizzare il visore, PAMA scopre il piano e riesce a disattivarlo, causando la rottura definitiva dello strumento. Nonostante questo imprevisto, Jesse non si arrende e riesce a raggiungere il Cuore di Pietrarossa (Redstone Heart), un potente artefatto utilizzato per costruire circuiti elettrici. Con determinazione, Jesse estrae il Cuore, provocando così la distruzione totale di PAMA e liberando le persone dalla sua influenza.
Questo episodio esplora temi di resistenza, sacrificio e l'importanza della libertà individuale contro il controllo oppressivo. La collaborazione tra Jesse e Harper dimostra come l'innovazione e la creatività possano essere armi potenti nella lotta contro l'oppressione digitale.

#### Episodio 8: A journey's end?
l nuovo Ordine della Pietra si ritrova nel Portal Hallway dopo aver sconfitto PAMA. Attraversando una porta, i protagonisti si trovano coinvolti in un gioco chiamato Spleef, dove Jesse, per salvarsi, usa la spada contro gli avversari, causando l'interruzione della partita.
In questo episodio, Jesse deve affrontare una serie di minigiochi creati dagli Old Builders (Hadrian, Mevia e Otto) per vincere il Portal Atlas, un artefatto che permetterà al gruppo di tornare definitivamente nel loro mondo. Ogni minigioco presenta sfide uniche e richiede astuzia e abilità per superare gli avversari e ottenere l'accesso al portale.
L'episodio esplora temi di competizione, strategia e il valore del lavoro di squadra, mentre Jesse e i suoi amici devono unire le forze per superare le prove e affrontare le insidie dei loro rivali.

### Stagione 2 (2017)
Nel 2017 è uscita la seconda stagione, composta da ben 5 episodi: Hero in Residence, Giant Consequences, Jailhouse Block, Below the Bedrock e Above and Beyond.

## Modalità di gioco
Il gioco prevede diverse modalità di gioco ambientate in momenti differenti. Durante le conversazioni, il protagonista deve scegliere le proprie risposte, che influenzeranno l'andamento della storia. Quando si muove nel mondo di gioco, l'esperienza si trasforma in un'avventura punta e clicca, consentendo al giocatore di esplorare l'ambiente e trovare oggetti utili.
In questa modalità, i giocatori possono interagire con vari personaggi non giocanti attraverso alberi delle conversazioni, raccogliere oggetti e risolvere enigmi per progredire nella trama. Le decisioni prese durante il gioco non solo influenzano gli eventi dell'episodio corrente, ma possono anche avere ripercussioni su episodi futuri. Inoltre, il gameplay include elementi di combattimento e azione, gestiti tramite eventi rapidi e controlli arcade, rendendo l'esperienza coinvolgente e dinamica.

## Personaggi
- Nuovo Ordine della pietra: è il gruppo dei protagonisti. si guadagna il nome alla fine del quarto episodio.

- Jesse: È il protagonista dell'avventura e il personaggio controllato dal giocatore, che può scegliere di interpretarlo come maschio o femmina. Il giocatore ha a disposizione sei opzioni di personalizzazione. I tratti del carattere di Jesse vengono influenzati dalle scelte del giocatore, ma nel complesso è descritto come una persona gentile, leale ed emotiva. Proseguendo nella storia, Jesse acquisisce oggetti importanti, tra cui l'amuleto dell'Ordine, l'armatura di Magnus o Ellegaard (che può essere successivamente sostituita con una delle otto armature incantate da Ivor), un oggetto in diamante (creato in base alla ricetta di crafting scelta dal giocatore) con un potente incantamento in grado di distruggere un blocco comandi, un acciarino incantato per attivare i portali tra i mondi e l'Atlas, un oggetto che permette di orientarsi tra i vari portali. Insieme a Petra, Lukas e Ivor, Jesse attraversa il portale per la Sky City, poi il corridoio dei portali e infine diversi mondi esplorabili, tra cui un mondo con due lune invaso da zombie e un'enorme mesa dove ogni entità è controllata da un computer gigante chiamato PAMA.
- Reuben: È il maialino di Jesse e il suo migliore amico. Accompagna Jesse fino alla fine del quarto episodio, dove incontra una tragica fine dopo una violenta caduta causata dall'uscita da un potente Wither.
- Axel: Amico di Jesse, lo accompagna durante l'avventura. È un griefer e grande ammiratore di Magnus; la sua caratteristica distintiva è la corporatura molto robusta. Axel ha un carattere comico e tende a essere leggermente cleptomane. Durante la serie, il giocatore può scegliere se farlo accompagnare da lui o da Olivia per cercare i rispettivi idoli. A seconda delle scelte fatte, Axel o Jesse possono diventare il re o la regina di Boomtown, la città di Magnus. Nella battaglia finale, Jesse gli fornisce un'armatura composta solo da un casco di vetro, guanti e stivali simili a quelli di Magnus. Oltre ad essere un esperto griefer, Axel dimostra anche una notevole forza, riuscendo a sconfiggere due zombie a mani nude. Non sarà presente negli eventi del quinto episodio poiché non era con il gruppo quando hanno varcato i portali per la Sky City.
- Olivia: È un'amica di Jesse e partecipa all'avventura insieme a lui e Axel. È affascinata dalla redstone e ammira Ellegaard, la leggendaria ingegnera. Olivia è una persona intelligente, ma tende ad essere piuttosto pessimista. Durante la serie, il giocatore può scegliere se accompagnare lei o Axel per cercare i rispettivi idoli. Successivamente, Ivor le fornisce un'armatura simile a quella di Ellegaard. Tuttavia, non sarà presente negli eventi degli episodi 5, 6 e 7, poiché non era con il gruppo quando i protagonisti hanno varcato i portali per la Sky City.
- Petra: È l'avventuriera con cui Jesse sviluppa un'amicizia che segna l'inizio della sua avventura. Petra è abbastanza abile da viaggiare ripetutamente nel Nether senza troppi problemi e ha ottenuto un teschio di un potente Wither. A seconda delle scelte del giocatore, Jesse sarà accompagnato da lei o da Gabriel nel viaggio (l'altro ritornerà in seguito senza memoria). Se Petra è presente, riceverà un'armatura da Ivor simile a quella di Gabriel. Insieme a Jesse, Lukas e Ivor, entra nel portale per la Sky City, poi nel corridoio dei portali e infine in vari mondi esplorabili, tra cui un mondo con due lune invaso da zombie e una vasta mesa dove ogni entità è controllata da un computer gigante chiamato PAMA.
- Lukas: Ex-membro degli Ocelot, Lukas si unisce al gruppo come ultimo membro e gioca un ruolo importante nella storia. A differenza degli altri membri del suo gruppo, Lukas è onesto e leale. Se presente, riceverà un'armatura da Ivor. Viene cacciato dagli Ocelot tra il quarto e il quinto episodio. Insieme a Jesse, Petra e Ivor, attraversa il portale per la Sky City, poi il corridoio dei portali e infine i vari mondi esplorabili, tra cui uno con due lune invaso da zombie e una grande mesa controllata da PAMA.
- Vecchio Ordine della Pietra: Questo gruppo di eroi è famoso per aver sconfitto l'Ender Dragon. Tuttavia, in realtà non fecero nulla di eroico poiché Soren obliterò il drago fuori dalla realtà utilizzando il blocco comandi; Ivor fu l'unico a disapprovare questa azione e decise di andarsene. Il gruppo è composto da:
- Gabriel: Conosciuto come "il guerriero", Gabriel è il combattente del gruppo ed è equipaggiato con una spada di diamante. Ha un carattere arrogante ma anche leale ed è famoso per aver inflitto il colpo finale al drago, anche se in realtà non fece nulla di significativo. Dopo l'attacco del Witherstorm, rimane indietro per aiutare la popolazione. A seconda delle scelte fatte dal giocatore, si verrà accompagnati da lui o da Petra nel viaggio (l'altro ritornerà in seguito senza memoria). Nella battaglia finale può tentare di affrontare il Witherstorm, ma si dirige nella direzione sbagliata e Ivor deve andare a recuperarlo. Nel finale, si può decidere se rivelare o meno la verità sull'Ordine della Pietra.
- Magnus: è il griefer esperto di TNT. Vive in una base di ossidiana a "Boomtown " (in italiano "Tritopoli)". Ha un carattere estremamente distruttivo e furbo, ma ha anche un senso dell'onore. Per ovvie ragioni non va d'accordo con Ellegaard. Oltre al griefing ha dimostrato una discreta abilità nella costruzione, creando in poco tempo un cannone spara TNT a forma di teschio. In base alla scelta del giocatore si può prendere la sua armatura o quella di Ellegaard (per un commento di Petra/Gabriel), cosa che causerà la morte dell'uno o dell'altra.
- Ellegaard: o Elly, detta "l'ingegnere della redstone". È un'esperta di redstone, dopo lo scioglimento del gruppo si rifugia nella sua grande città dove cerca di costruire il "blocco comandi". È una persona molto intelligente e ingegnosa, ma anche leggermente egocentrica. Per ovvie ragioni non va d'accordo con Magnus. In base alla scelta del giocatore si può prendere la sua armatura o quella di Magnus (per un commento di Petra/Gabriel), cosa che causerà la morte dell'uno o dell'altra.
- Soren: detto "l'architetto". È il leader e fondatore dell'ordine. È un grande appassionato degli Enderman. Dopo lo scioglimento del gruppo va a vivere nell'Endercon (dimensione di Minecraft) dove prosegue i suoi studi su queste creature. È una persona piuttosto eccentrica e verso la fine rivelerà una natura da codardo. Ciò nonostante va riconosciuta la sua bravura nella costruzione, avendo creato un enorme castello fuso ad una montagna, un grinder colossale e funzionante per il raccoglimento e smistamento dei drop dei mob, un costume per mimetizzarsi tra gli endermen e tanto altro. Fondò l'ordine quando trovò il blocco comandi ed usò quest'ultimo per obliterare il drago dell'End fuori dalla realtà. Scappa via poco prima della battaglia finale col Witherstorm. Curiosamente è riuscito a creare blocchi non presenti nel minecraft classico, come l'amuleto dell'ordine (un oggetto creato allo scopo di trovare i membri dell'ordine), la super-TNT (una TNT di bombone con la suddetta scritta assente lasciando vedere della lava all'interno. È probabilmente un blocco esplosivo ma le sue capacità sono sconosciute) e la Formid-Bomb (una TNT viola con 16 candelotti anziché 9, delle lucette su due lati simili a quelle del blocco comandi e una grossa F TNT su un lato. È abbastanza potente da distruggere il corpo di un Witherstorm e addirittura l'ossidiana). Oltretutto negli episodi successivi alla sua fuga sono stati citati dei libri scritti da lui (cosa strana visto che questi episodi sono ambientati in altri universi).
- Ivor: esperto di pozioni, ex membro dell'ordine, lo abbandonò dopo la sconfitta sleale dell'Ender Dragon.

- Tempesta di Wither: È un mostro creato da Ivor con l'intento di smascherare l'Ordine della Pietra. La Tempesta di Wither nasce da un classico schema di costruzione del Wither, ma con l'aggiunta di un "blocco comandi" come blocco centrale. Questa creatura ha la capacità di assorbire blocchi ed entità per potenziarsi e aumentare la propria massa. Inizialmente, appare come un normale Wither (ad eccezione del blocco comandi attaccato al torso), ma quando assorbe abbastanza massa, si ricopre di corazza e il suo aspetto muta, presentando numerosi tentacoli. Le tre teste si ingrandiscono, dotandosi di fauci e di un unico occhio viola da cui emana un raggio traente. Dopo essere stato distrutto la prima volta, la Tempesta di Wither aumenta le sue dimensioni di circa tre volte, presentando una parte "principale" che ricorda il corpo originale e altre due che sembrano più simili alla sua forma base, ma con un gigantesco tentacolo ciascuna (ogni corpo è tricefalo). Questa evoluzione rende la Tempesta di Wither una minaccia ancora più formidabile, capace di distruggere tutto ciò che incontra sul suo cammino. La battaglia contro la Tempesta di Wither richiede astuzia e strategia, poiché i protagonisti devono affrontare non solo la sua forza distruttiva, ma anche le sue capacità rigenerative. La chiave per sconfiggerla è trovare e distruggere il blocco comandi al suo interno, utilizzando le risorse e le abilità accumulate durante l'avventura.